# 야기쇼촌
야기쇼촌(八木荘村)은 일본 시가현 에치군에 설치되었던 촌이다. 현재의 아이쇼정의 중앙부에 해당한다.